# Olympische Sommerspiele 1984/Teilnehmer (Republik Kongo)
| Gelbes Symbol für Goldmedaillen mit stilisierten Olympischen Ringen | Graues Symbol für Silbermedaillen mit stilisierten Olympischen Ringen | Braundes Symbol für Bronzemedaillen mit stilisierten Olympischen Ringen |
| ------------------------------------------------------------------- | --------------------------------------------------------------------- | ----------------------------------------------------------------------- |
| —                                                                   | —                                                                     | —                                                                       |

Die Volksrepublik Kongo, die heutige Republik Kongo, nahm an den Olympischen Sommerspielen 1984 in Los Angeles, USA, mit einer Delegation von neun Sportlern (acht Männer und eine Frau) teil.

## Teilnehmer nach Sportarten

### Judo
Männer
- Bienvenu Mbida
Halbleichtgewicht: 14. Platz

- Christophe Wogo
Halbmittelgewicht: 20. Platz

- Séraphin Okuaka
Mittelgewicht: 18. Platz

### Leichtathletik
| Männer - Henri Ndinga 100 Meter: Vorläufe 4 × 100 Meter: Vorläufe - Antoine Kiakouama 200 Meter: Vorläufe 4 × 100 Meter: Vorläufe - Jean-Didiace Bémou 400 Meter: Vorläufe 4 × 100 Meter: Vorläufe - Emmanuel M'Pioh 3000 Meter Hindernis: Vorläufe - Théophile Nkounkou 4 × 100 Meter: Vorläufe | Frauen - Françoise M'Pika Frauen, 100 Meter: Viertelfinale Frauen, 200 Meter: Viertelfinale |